# Cupes messelense
Cupes messelense is een keversoort uit de familie Cupedidae. De wetenschappelijke naam van de soort is voor het eerst geldig gepubliceerd in 1993 door Troester.